# 뉴욕의 문화

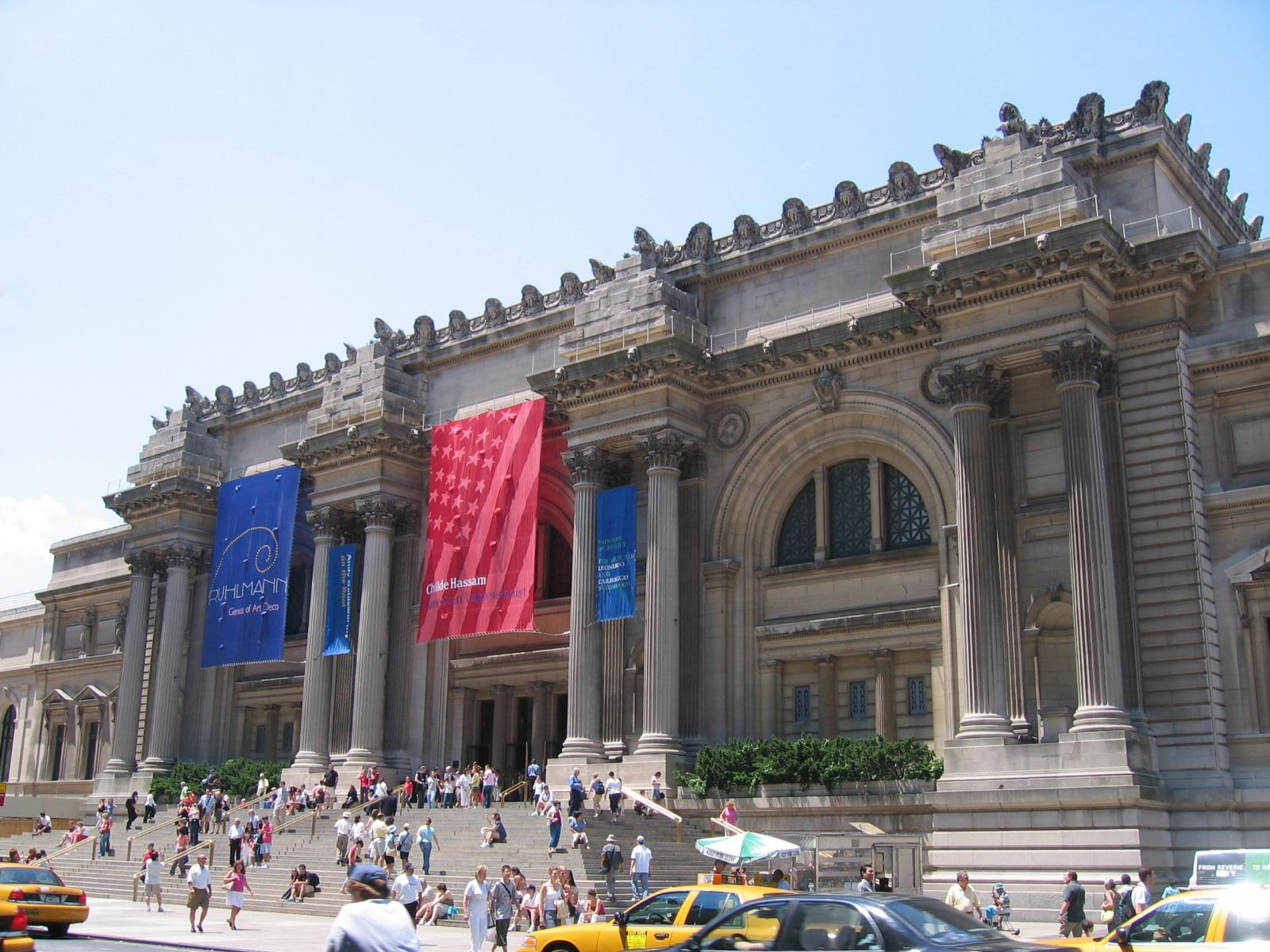
메트로폴리탄 미술관

뉴욕의 문화는 전세계적으로 인정받으며, 뉴욕은 세계 문화의 중심지가 되었다. 아이슬란드와 라트비아 영사는 뉴욕을 세계의 문화 수도라고 칭했다. 미국의 수많은 문화 운동이 뉴욕에서 시작되었다. 할렘 르네상스는 아프리카계 미국인 문학의 표준을 만들었다. 1940년대는 재즈의 중심지가 되었으며, 1950년대는 추상 표현주의의 중심지였다. 1970년대에는 힙합의 발상지가 되었다. 뉴욕은 춤의 수도로도 여겨진다. 《스파이더맨》을 비롯한 도서, 영화, 탤래비전 프로그램 등 대중 매체에도 자주 배경으로 등장하는 도시이다.

## 엔터테인먼트와 공연

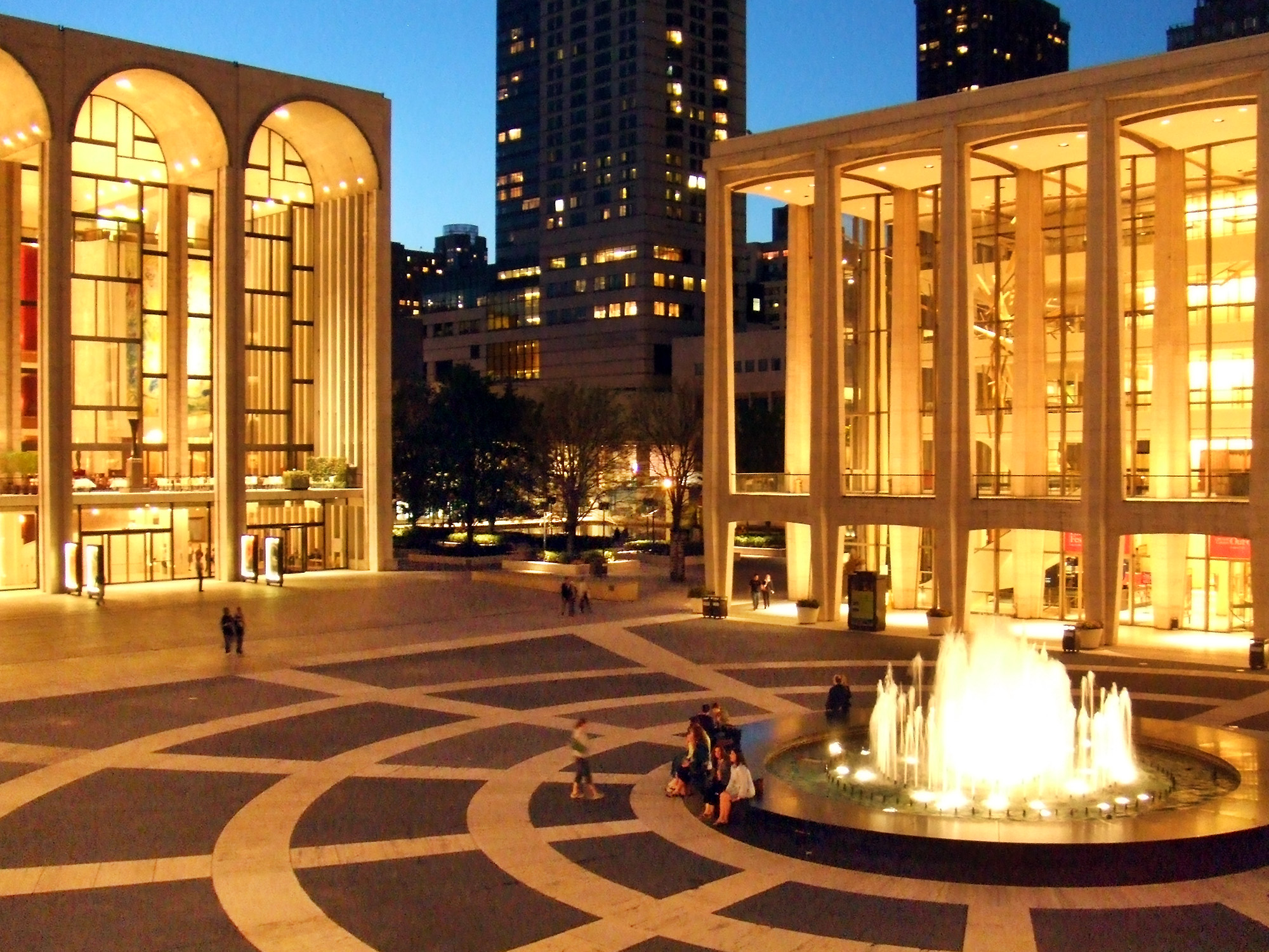
미국 최대의 공연 예술 복합 시설인 링컨 센터

미국의 영화 산업 중에서도 뉴욕은 중요한 역할을 하고 있다. 초기 아방가르드 영화인 맨해타는 뉴욕에서 촬영되었다. 2,000개 이상의 예술, 문화 단체와 500개 이상의 크고 작은 아트 갤러리가 뉴욕 내에 있다. 뉴욕은 예술에 대한 지출이 미국 정부의 국가 예술 기금 예산보다 많다. 19세기에는, 카네기 홀과 메트로폴리탄 미술관 등 중요 문화 시설의 네트워크가 구축되었다. 전등의 출현으로 정교한 극장 작품이 생겨나 1880년대에는 브로드웨이와 42번가 극장에서 브로드웨이 뮤지컬로 알려지게되는 새로운 연극이 상연하게 되었다.
이민자의 영향을 강하게 받아 해리건 앤 하트, 조지 M. 코언 등의 작품은 희망과 야심 등의 테마를 많이 도입한 이야기의 노래를 이용했다. 이 작품은 현재 뉴욕 연극계의 주력이 되고 있다. 좌석수가 500석이 넘는 39개의 대극장은 타임스 스퀘어 극장 지구에 있다. 그 극장에서는 공연을 펼치고, 그 공연 또한 브로드웨이라고 불리기도 한다.
링컨 센터는 미국에서 가장 큰 공연 예술 샌터이며, 재즈 앳 링컨 센터, 메트로폴리탄 오페라, 뉴욕 시티 오페라 등이 이 안에 있다. 센트럴 파크 서머스테이지는 센트럴 파크에서 행해지는 음악 공연으로, 무료로 관람할 수 있다.

## 관광

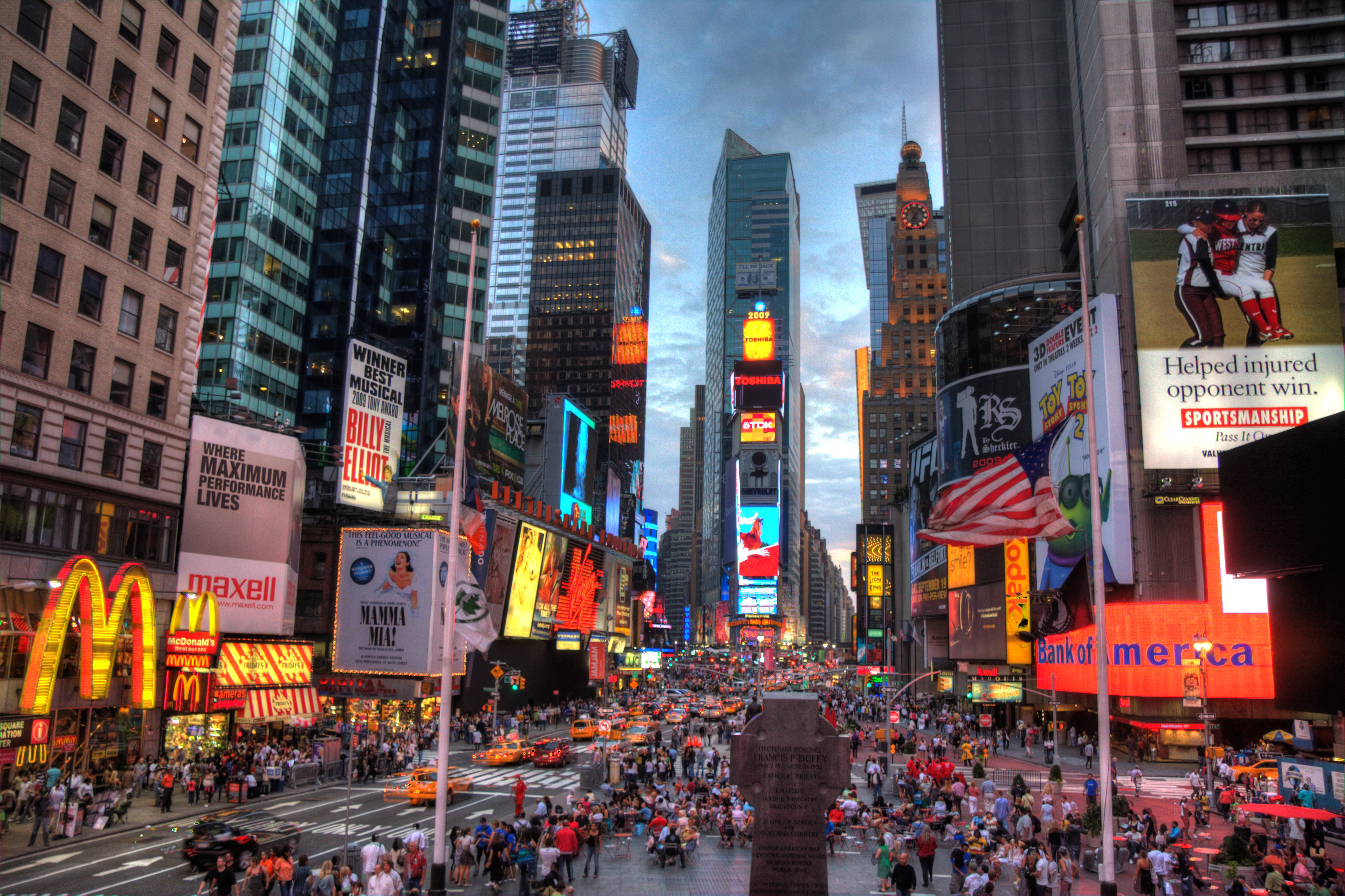
타임스 스퀘어는 미국에 있는 관광지 중 관광객이 가장 많이 찾는 관광지 중 하나이다.

뉴욕에는 매년 4,701만명의 이상의 외국인 및 미국인이 방문하여, 관광 산업은 뉴욕에서 가장 중요한 산업 중 하나이다. 유명한 관광지로는 엠파이어 스테이트 빌딩, 엘리스섬, 브로드웨이 극장, 메트로폴리탄 박물관과 같은 많은 박물관, 미술관, 센트럴 파크, 워싱턴 스퀘어 파크, 록펠러 센터, 타임스 스퀘어, 브롱크스 동물원, 코니아일랜드, 뉴욕 식물원 등이 있다. 또한 5번가와 매디슨 로에서 다양한 쇼핑을 할 수 있다. 또한 그리니치 빌리지에서는 핼러윈 퍼레이드, 트라이베카 영화제 등 여러 축제, 행사도 개최된다. 자유의 여신상은 유명한 관광지이자 미국에서 가장 유명한 상 중 하나이다.
2010년에는 4,900만명의 관광객이 뉴욕을 방문했으며, 2011년에는 5,000만명을 넘었다.

## 음식
뉴욕의 음식은 이민자의 영향을 받은 음식이 많으며, 사람도 매우 많아 매우 다양하다. 동유럽과 이탈리아 이민자의 손에 의해 유명해진 것이 베이글, 치즈 케이크, 뉴욕풍 피자이다. 허가를 받은 이동식 식료품 가게가 약 4000점 있으며 대부분이 이민자들이 경영한다. 그 중에서 현대 뉴욕의 길거리 음식으로 인기를 끈 것이 팔라펠이나 케밥 등 중동 요리이다. 또한, 핫도그와 프레츨은 길거리 음식의 대표적인 음식이다. 길거리 음식도 많지만, 고급 요리점도 많이 늘어서 있다.

## 미디어

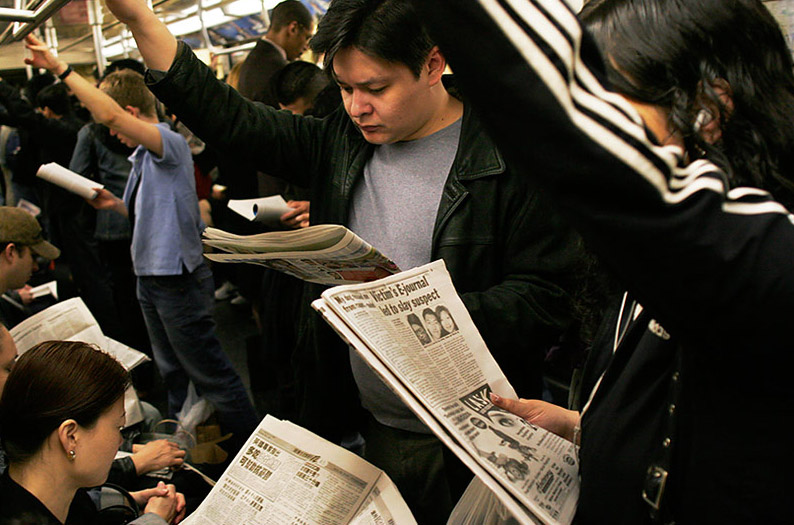
MTA 교통망의 발달로 신문의 독자 수도 올라가고 있다.

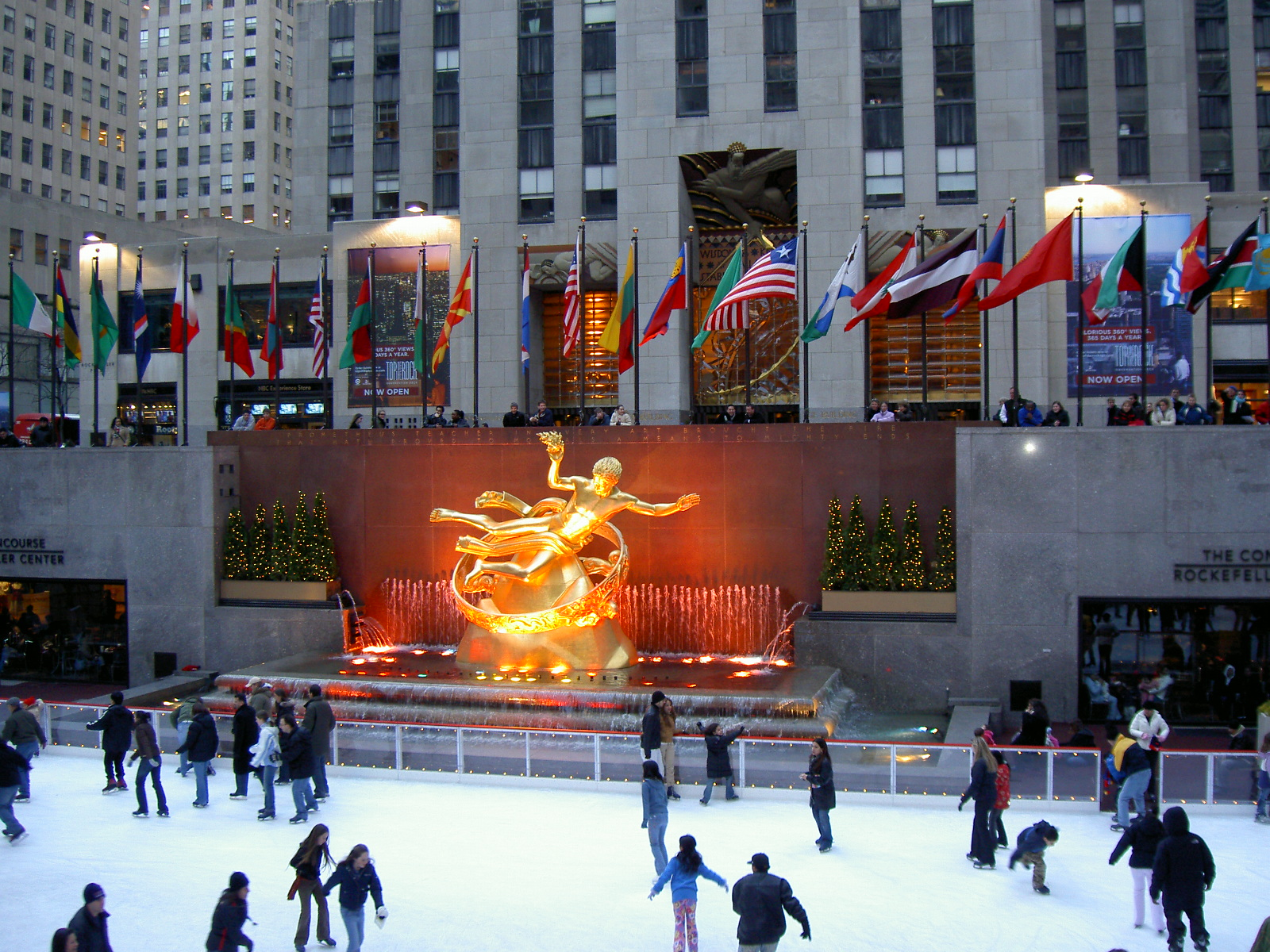
록펠러 센터에 있는 NBC 스튜디오

뉴욕은 세계의 TV, 광고, 음악, 신문, 책 산업의 중심지이자, 북아메리카에서 가장 큰 미디어 시장이다.
뉴욕의 복합 미디어 기업으로는 타임 워너, 뉴스 코퍼레이션, 허스트 코퍼레이션 등이 있다. 세계 10대 광고 대행사 네트워크 중 7개가 뉴욕에 본사를 두고 있다. 또한, 소니 뮤직 엔터테인먼트, 워너 뮤직 그룹의 본사도 뉴욕에 있다.
200개 이상의 신문사와 350개 이상의 잡지사가 뉴욕에 사무실이 있으며, 출판업계는 약 2만 5000명을 고용하고 있다. 미국의 전국적인 3대 일간지 가운데 월 스트리트 저널과 뉴욕 타임스가 뉴욕의 신문이다. 뉴욕의 주요 타블로이드로는 데일리 뉴스와 알렉산더 해밀턴에 의해 1801년에 설립된 뉴욕 포스트가 있다. 그 외에도, 40여개 언어로 번역된 신문이나 잡지도 270부가 발행된다. El Diario La Prensa 신문은 뉴욕 최대이자 미국에서 가장 오래된 스페인어 일간지이다. 뉴욕 암스테르담 뉴스는 할렘에서 간행되는 아프리카계 미국인의 주요 신문이다. 빌리지 보이스는 최대 규모의 대안신문이다.
TV 산업은 뉴욕에서 발전하였으며, 뉴욕 경제에 중요한 요소이다. 4대 미국 방송 네트워크인 ABC, CBS, FOX, NBC는 모두 뉴욕에 본부를 두고 있다. MTV, FOX 뉴스, HBO, 코미디 센트럴 등 다수의 케이블 채널도 뉴욕에 본사를 두고 있다. 2005년 뉴욕에서 촬영된 텔레비전 프로그램은 100개를 넘었다.
또한 뉴욕은 비상업적인 미디어에 있어서도 중심지이다. 뉴욕에는 공용 액세스 텔레비전 채널인 맨해튼 네이버후드 네트워크도 있다. WNET는 뉴욕의 주요 공공 방송국이며, 전국의 공공 방송 서비스 (PBS) 프로그램을 공급하는 최대 방송국이다. WNYC는 1997년까지 뉴욕에서 소유하고 있던 공공 라디오 방송국으로, 미국 최대의 수신기가 있다.
뉴욕은 공공 방송 서비스인 NYCTV를 운영하고 있으며, 뉴욕의 음악과 문화를 다룬 여러 쇼가 에미상을 수상하고 있다.

## 사투리
뉴욕 지역의 사투리는 "브루클리니스", "뉴요키즈"라고 불리기도 한다. 또한, 미국 영어에서 가장 잘 알려진 사투리로 간주되고 있다. 이 사투리의 원형은 중산층·노동자 계급 유럽계 미국인의 발음이 토대가 되고 있으며, 지난 수십년 동안 비유럽인이 유입되면서 변화되었다.
전통적인 뉴욕 사투리는 음절 끝이나 자음 앞의 / r / (국제 음성 기호 (IPA)에서 [ɹ])은 발음하지 않는다. 그 결과, "New York"은 "New Yawk"처럼 발음된다. "park"는 [pɑək] 또는 [pɒək], "butter"는 [bʌɾə], "here"는 [hiə]라고 발음한다. 또 다른 특징은 '로 백 체인 시프트'(low back chain shift) 현상으로, "talk", "law" "cross", "coffee" 등의 모음은 [ɔ]로 발음하며, 종종 "core", "more"의 [ɔr]도 강하게, 일반 미국 영어보다 높게 발음한다.
가장 극단적인 뉴욕 사투리는 "girl", "oil" 같은 단어의 모음을 [ɜɪ]로 발음한다. 따라서 "girl"이 "goil"로, "oil"이 "erl"이라고 발음되는 것처럼 들리기도 한다. "Jersey"를 "Joizey", "33rd St."를 "Toidy-Toid Street", "toilet"을 "terlet"이라고 발음하는 사람이 많다. 1970년대 시트콤 《올 인 더 패밀리》의 등장인물 아치 벙커는 그런 말투를 쓰는 전형적인 인물이다. 하지만, 그러한 말투는 현재에 들어서는 일반적인 말투는 아니다.

## 스포츠

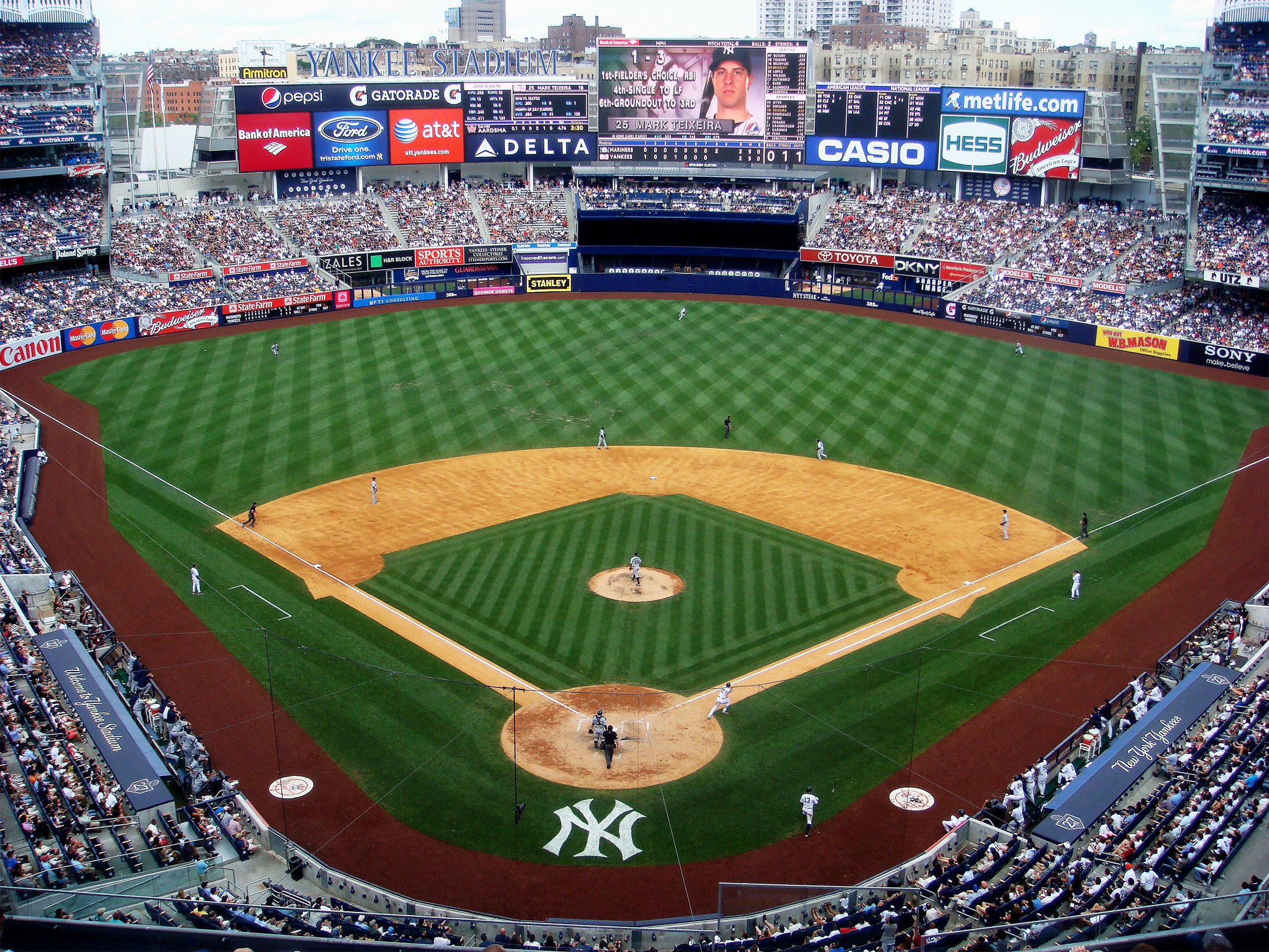
양키 스타디움

두 개의 메이저 리그 야구 팀이 있는 도시는 뉴욕을 포함하여, 로스앤젤레스, 시카고, 볼티모어-워싱턴 대도시권, 샌프란시스코 베이 에이리어로 5개 도시 밖에 없다. 메이저 리그 베이스볼에 현재 참가하고 있는 두 팀은 뉴욕 양키스와 뉴욕 메츠이며, 양 팀은 매 정규 시즌에 6번 맞붙는다. 양키스는 27번 우승했고, 메츠는 2번 우승하였다. 또한, 뉴욕 자이언츠 (현재 샌프란시스코 자이언츠)와 브루클린 다저스(현재 로스앤젤레스 다저스)도 뉴욕에 있었지만, 양 팀 모두 1958년에 캘리포니아로 이전했다. 마이너 리그팀은 스태튼아일랜드 양키스와 브루클린 사이클론즈가 있다. 뉴욕은 야구의 수도로 불린다. 또한 현재 양키스의 주장을 맡고 있는 데릭 지터는 뉴욕에서 가장 인기있는 스포츠 선수 중 한 명이다. 뉴욕 팀끼리 월드 시리즈 챔피언을 겨루는 시리즈를 서브웨이 시리즈라고 한다.

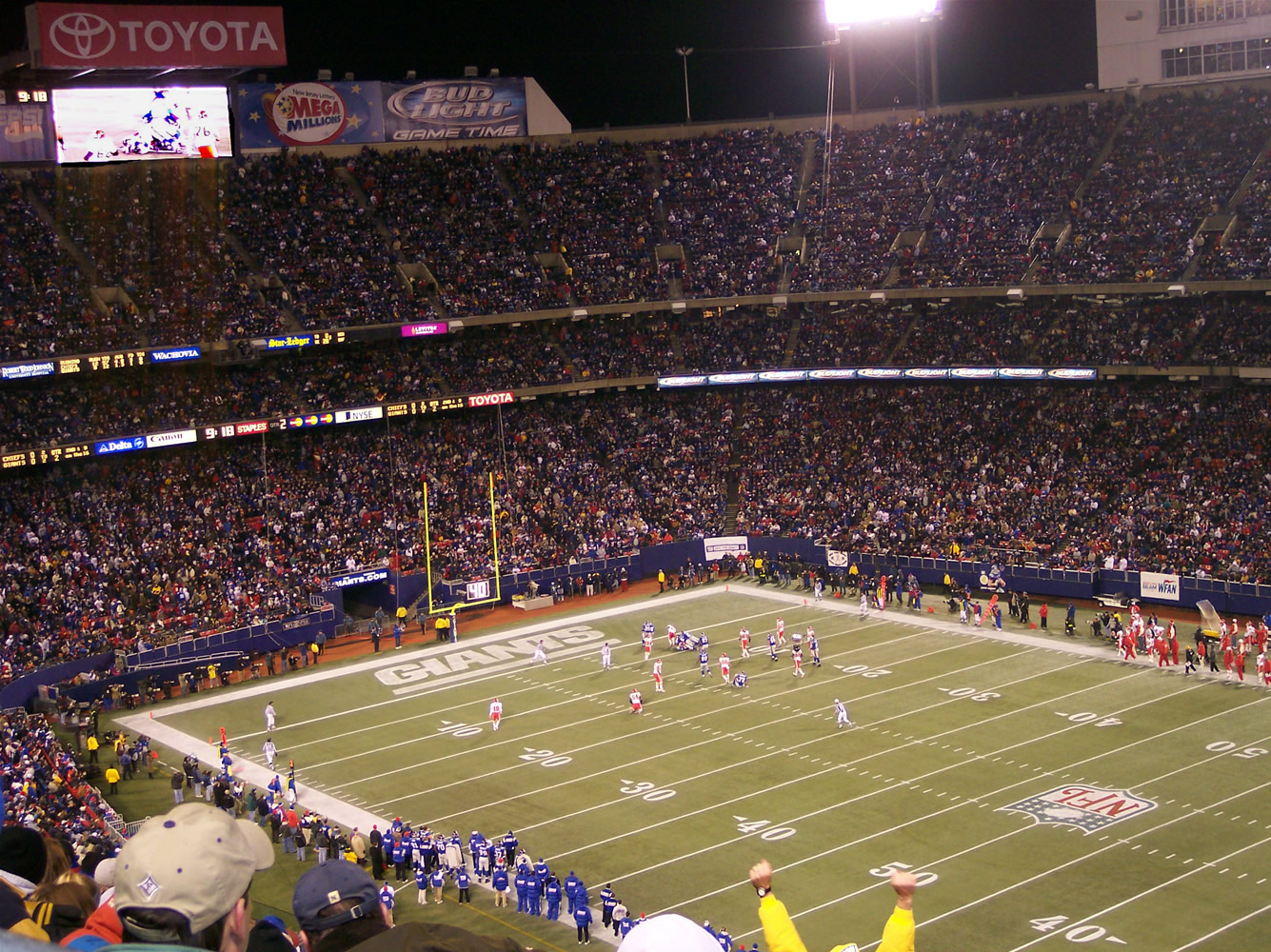
자이언츠 스타디움

미식축구팀에는 NFL 소속 뉴욕 제트와 뉴욕 자이언츠가 있다. 그러나 두 팀은 뉴저지주의 메트라이프 스타디움에 본거지를 두고 있다. 아이스하키팀에는 NHL 소속 뉴욕 레인저스가 있다. 뉴욕 근교에는 뉴저지 데블스와 롱아일랜드의 뉴욕 아일랜더스라는 두 NHL 팀도 있다.
축구는 미국의 최상위리그인 메이저 리그 축구 소속의 뉴욕 레드불스가 있다. 레드불스 역시 미식축구 팀들과 마찬가지로 뉴저지 주해리슨의 레드불 아레나를 홈구장으로 하고 있다. 농구 팀은, NBA 소속 브루클린 네츠와 뉴욕 닉스가 있다. WNBA에는 뉴욕 리버티도 속하고 있다. 최초의 국립 대학교 농구 선수권 대회인 내셔널 인비테이션 토너먼트는 1938년에 뉴욕에서 개최되어, 지금도 매년 개최되고 있다.

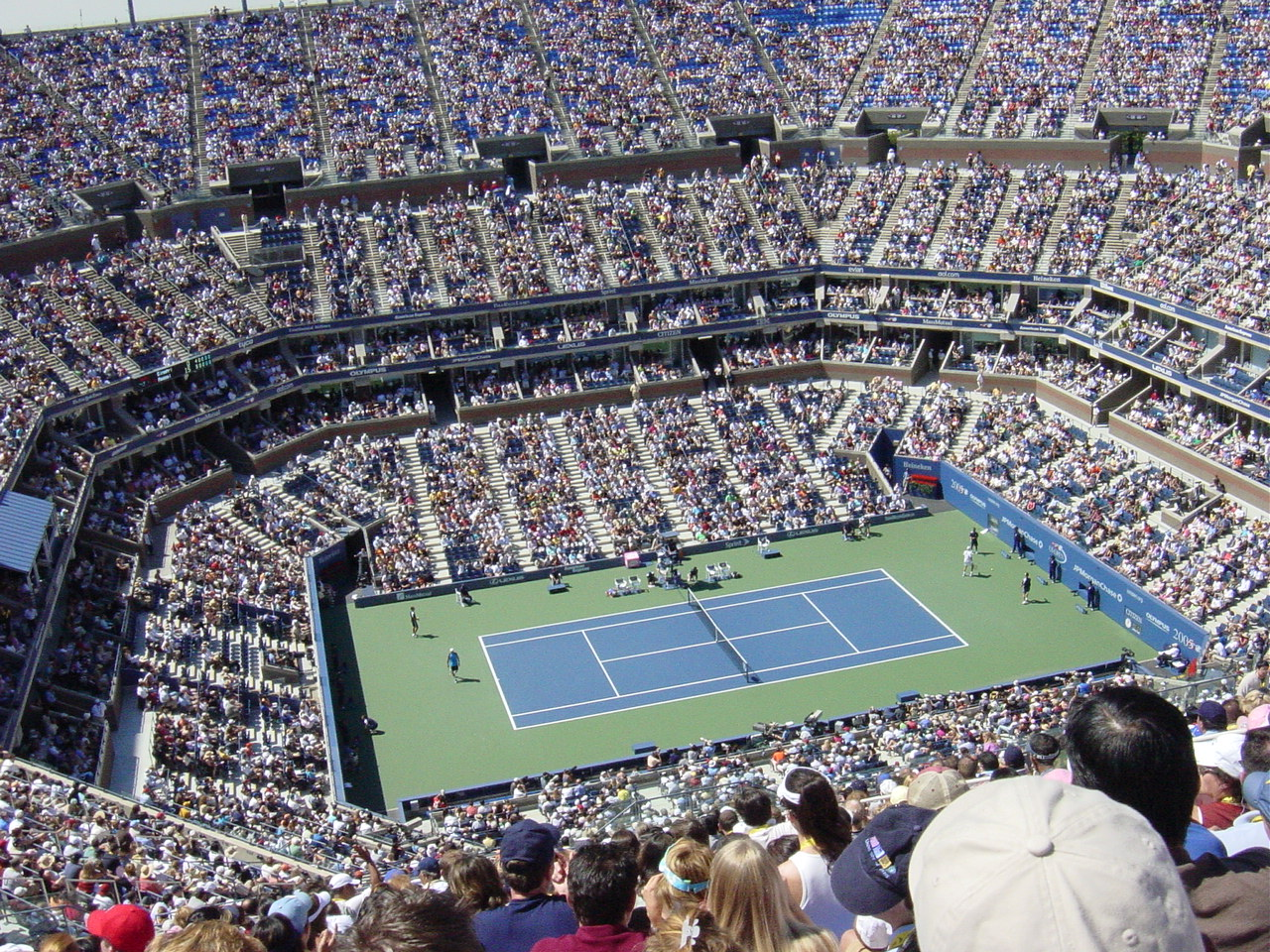
아서 애시 스타디움

앞서 말한 스포츠 이외에도 뉴욕에서는 각종 스포츠 대회가 개최되고 있다. 퀸스 플러싱에서는 그랜드 슬램 중 하나인 US 테니스 오픈 챔피언쉽이 열린다. 뉴욕 마라톤은 세계 최대의 마라톤 대회로, 2004년부터 2008년까지의 레이스 완주자 수는 세계 역사상 기록 1위부터 5위까지를 차지하고 있다. 밀로즈 게임스는 매년 열리는 육상 경기 대회이다. 권투는 매년 매디슨 스퀘어 가든에서 아마추어 복싱 골든 글로브스가 열린다.
뉴욕 이민 사회와 결부된 스포츠도 많다. 스틱볼은 야구의 길거리 버전으로 1930년대에 이탈리아계, 독일계, 아일랜드계 노동자 계급의 젊은이들 사이에서 유행했고 지금도 많이 행해지고 있으며, 브롱크스의 한 거리는 스틱볼 거리로 이름이 바뀌기도 하였다. 최근 남아시아와 카리브 제도에서 온 이민자의 유입에 따라 여러 아마추어 크리켓 리그도 개최되고 있다. 스트리트 하키, 축구, 야구 등의 스포츠는 뉴욕의 거리에서 흔히 볼 수있다. 뉴욕은 남녀노소 많은 사람들이 길거리 스포츠를 즐기고 있기 때문에 세계 최대의 도시 놀이터라고도 불린다.

## 같이 보기
- 브롱크스
- 맨해튼
- 퀸스
- 스태튼아일랜드
- 뉴욕의 예술 단체